# Erdölderivat

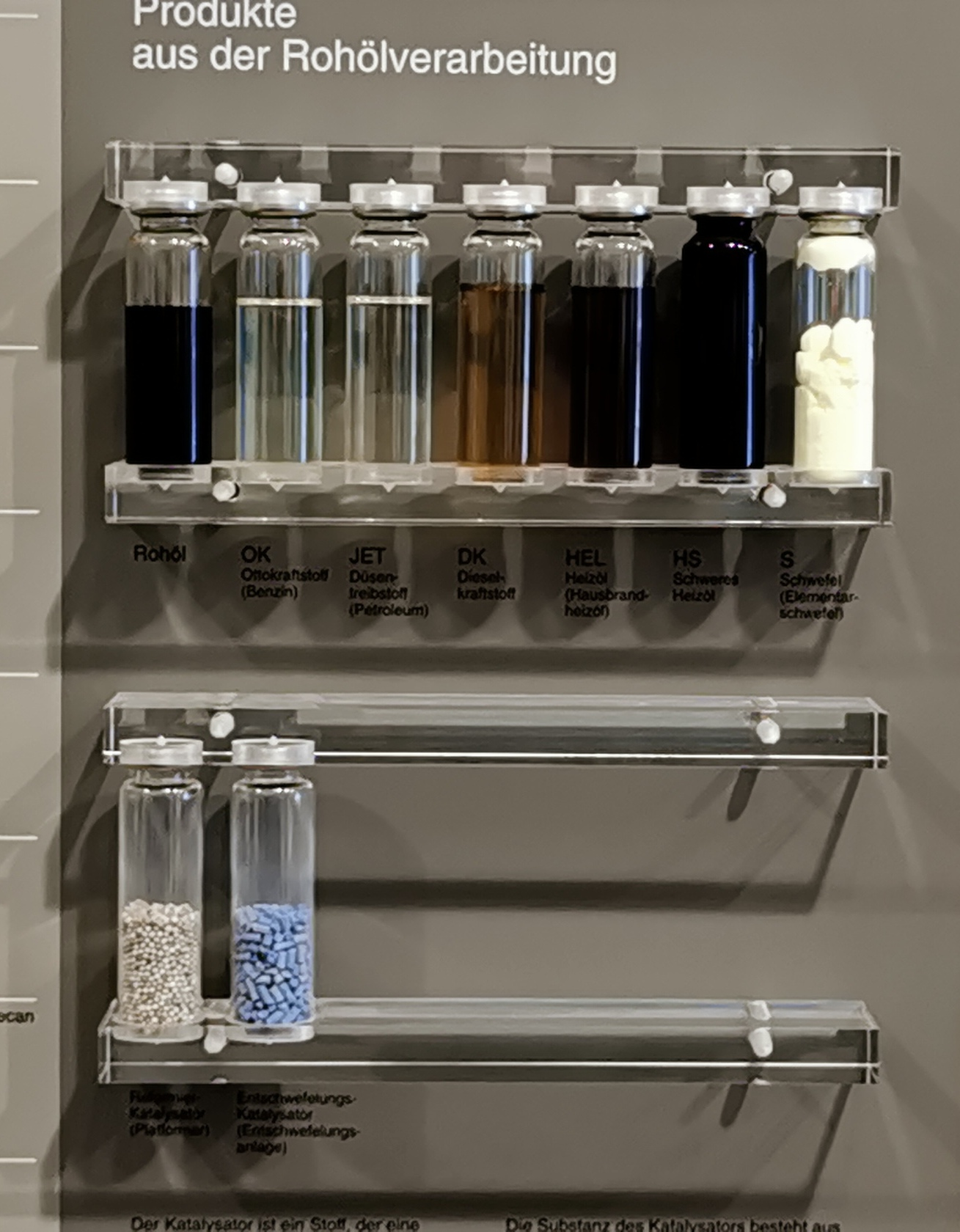
Produkte aus der Rohölverarbeitung

Als Erdölderivat wird im Allgemeinen ein Derivat, das aus Erdöl hergestellt wird, bezeichnet. Die Herstellungsverfahren sind ein Teilgebiet der Petrochemie.
Bekannte Beispiele für Erdölderivate sind Rohbenzin (auch Naphtha genannt) und Paraffinöl.
In Gesetzen und Verordnungen definiert man mit dem Begriff Erdölderivat zum Beispiel die Zusammensetzung von Kraftstoffen.
In der Alltagssprache verwendet man die Begriffe Erdölderivat und Erdölprodukt synonym.

## Abweichende Bedeutungen
Bei der Abgasmessung an Heizungsanlagen werden oft auch Ölderivate gemessen. Eine Messmethode ist das Fließmittelverfahren nach DIN 51402 Teil 2. Zwar handelt es sich auch um Chemische Nachfolgeprodukte des (Heiz-)Öls, jedoch hier als unerwünschtes Nebenprodukt. Sind Ölderivate in den Abgasen vorhanden, so ist die Verbrennung ineffizient und die Brandgefahr in der Abgasanlage erhöht sich.
Im Finanzwesen werden vereinzelt Derivate, die sich auf den Ölpreis beziehen, als Ölderivate bezeichnet.